# Tyska kalisyndikatet
Tyska kalisyndikatet var en kartell inom den tyska kaliindustrin, bildad 1888.
Tyskland hade ända fram till första världskriget världsmonopol på kalimarknaden. De därav föranledda goda vinstmöjligheterna orsakade en häftig konkurrens, överdriven kapitalinvestering och överproduktion, vilken till slut nödvändiggjorde kartellbildningen. Kartellen upplöstes 1909, och staten såg sig då tvungen att genom en lag om avsättning av kalisalt 1910 införa ett tvångssyndikat. Nya svårigheter reste sig för den tyska kaliindustrin efter kriget, då dess monopolställning bröts genom avträde av Elsass till Frankrike. Genom förordningar av 1919 och 1921 skapades dels en riksförvaltning för kaliindustrin, dels rationaliserades densamma genom nedläggande av de minst givande bergverken. Avsättningen ombesörjdes därefter genom Deutsche Kalisyndikat GmbH. Lagstiftningen hade gynnsamma följder, och industrin koncentrerades inom tre stora koncerner. Med huvudkonkurrenten Frankrike träffade Tyska kalisyndikatet överenskommelse om skydd för den inhemska marknaden och om uppdelning av världsmarknaden.
Syndikatet upplöstes efter andra världskriget.